# بخش خوان باوتیستا آلبردی
بخش خوان باوتیستا آلبردی (به اسپانیایی: Departamento Juan Bautista Alberdi) یک منطقهٔ مسکونی در آرژانتین است که در استان توکومان واقع شده‌است. بخش خوان باوتیستا آلبردی ۷۳۰ کیلومتر مربع مساحت و ۲۸٬۲۰۶ نفر جمعیت دارد.